# 日本ゴールボール協会
一般社団法人日本ゴールボール協会（いっぱんしゃだんほうじん にほんごーるぼーるきょうかい、英語: Japan GoalBall Association）は、日本におけるゴールボール競技を統括し、ボールゲームの普及や日本ゴールボール選手権大会の開催を通じて、視覚障害者の自立及び社会参加を促進し、障害者スポーツを促進するために活動する競技団体。公益財団法人日本パラスポーツ協会、日本パラリンピック委員会に加盟している。

## 沿革
- 1994年5月 - 日本ゴールボール協会を任意団体として設立[2]
- 2015年3月 - 一般社団法人に移行[1]

## 主な開催大会
主催大会
- 日本ゴールボール選手権大会 - 1994年開始[2]
- 東日本ゴールボール大会[1]
- 西日本ゴールボール大会[1]
- ゴールボールジャパンオープン（男子日本代表国際大会）

共催大会
- ジャパンパラ競技大会ゴールボール競技（女子日本代表国際大会）
- 大阪ゴールボール大会[1]
- 福岡ゴールボール大会[1]

## 日本代表
女子日本代表は2004年アテネパラリンピックに初出場して以降、5大会連続で出場している。これまでに金メダル1個、銅メダル2個を獲得。男子日本代表は2020年東京パラリンピックに開催国枠で初出場した。